# Poliția mulțumește
Poliția mulțumește (titlul original: în italiană La polizia ringrazia) este un film polițist dramatic, coproducție italo–vest-germană, realizat în 1972 de regizorul Stefano Vanzina, protagoniști fiind actorii Enrico Maria Salerno, Mariangela Melato, Mario Adorf și Franco Fabrizi. 

## Distribuție
- Enrico Maria Salerno – comisarul Bertone
- Mariangela Melato – Sandra
- Mario Adorf – procurorul Ricciuti
- Franco Fabrizi – Francesco Bettarini
- Cyril Cusack – Stolfi
- Laura Belli – Anna Maria Sprovieri
- Jürgen Drews – Michele Settecamini
- Corrado Gaipa – Armani, avocatul
- Giorgio Piazza – secretara din justiție
- Ezio Sancrotti – comisairul Santalamenti
- Pietro Tiberi – Mario Staderini
- Diego Reggente – un jurnalist
- Ada Pometti – sora lui Staderini
- Sergio Serafini  un jurnalist
- Fortunato Cecilia – informatorul

## Trivia
Atât în acest film, cât și în urmărorul film dramatic cu Alberto Sordi, Anastasia mio fratello, regizorul a semnat cu numele său real Stefano Vanzina, deoarece pseudonimul Steno era mai mult legat de filmele de comedie.

## Lansare
Filmul Poliția mulțumește a avut premiera în Italia pe data de 25 februarie 1972.
În România premiera filmului a avut loc la data de 22 ianuarie 1973 la cinematografele „Scala” și „București” din capitală.